# Kaly Sène
Mamadou Kaly Sène (Dakar, 28 de mayo de 2001) es un futbolista senegalés que juega de delantero en el F. C. Lausanne-Sport de la Superliga de Suiza.

## Trayectoria
Kaly Sène comenzó su carrera deportiva en el Omonia Nicosia, equipo al que llegó en 2020 cedido por el F. C. Basilea, que lo había fichado ese mismo año procedente de la cantera de la Juventus.
Sène hizo su debut profesional el 22 de agosto de 2020, en un partido de la Primera División de Chipre frente al Pafos FC, que terminó con empate a dos. También hizo su debut en competiciones europeas, disputando tres partidos de clasificación para la UEFA Champions League 2020-21, donde su equipo se quedó a las puertas de la fase de grupos tras ser eliminados en la última ronda por el Olympiakos.
Posteriormente pudo debutar en la fase de grupos de la Liga Europa de la UEFA, el 5 de noviembre de 2020, en la derrota del Omonia por 2-1 frente al Granada C. F.
En la liga chipriota logró, además, su primer gol como profesional, en el empate a uno frente al Anorthosis Famagusta, en un partido disputado el 12 de septiembre de 2020.

## Clubes
| Club                    | País   | Año       |
| ----------------------- | ------ | --------- |
| F. C. Basilea           | Suiza  | 2020-2023 |
| Omonia Nicosia (cedido) | Chipre | 2020-2021 |
| Grasshoppers (cedido)   | Suiza  | 2021-2022 |
| F. C. Lausanne-Sport    | Suiza  | 2023-     |